# Euphorbia bonplandii
Euphorbia bonplandii es una especie fanerógama perteneciente a la familia de las euforbiáceas. Es endémica de México.

## Taxonomía
Euphorbia bonplandii fue descrita por Robert Sweet y publicado en Hortus Britannicus, ed. 2 456. 1830.
Etimología
Euphorbia: nombre genérico que deriva del médico griego del rey Juba II de Mauritania (52 a 50 a. C. - 23), Euphorbus, en su honor – o en alusión a su gran vientre –  ya que usaba médicamente Euphorbia resinifera. En 1753 Carlos Linneo asignó el nombre a todo el género.
bonplandii: epíteto otorgado en honor del botánico francés Aimé Bonpland (1773-1858), quien acompañó a Humboldt en sus expediciones.
Sinonimia
- Euphorbia marginata Kunth
- Euphorbia torrida DC.[6]